# Förstakammarvalet i Sverige 1934
Förstakammarvalet i Sverige 1934 var ett val i Sverige till Sveriges riksdags första kammare. Valet hölls i den sjätte valkretsgruppen i september månad 1934 för mandatperioden 1935-1942.
Tre valkretsar utgjorde den sjätte valkretsgruppen: Kronobergs och Hallands läns valkrets (7 mandat), Göteborgs stads valkrets (6 mandat) samt Örebro läns valkrets (5 mandat). Ledamöterna utsågs av valmän från det landsting som valkretsarna motsvarade. För de städer som inte ingick i landsting var valmännen särskilda elektorer. Sjätte valkretsgruppen hade 5 elektorer från Göteborgs stad.
Ordinarie val till den sjätte valkretsgruppen hade senast ägt rum 1926.

## Valresultat
| Parti                | Parti                     | Partiledare             | Röster | Röster | Mandatfördelning | Mandatfördelning |
| Parti                | Parti                     | Partiledare             | Antal  | +−     | Antal            | +−               |
| -------------------- | ------------------------- | ----------------------- | ------ | ------ | ---------------- | ---------------- |
|                      | Socialdemokraterna        | Per Albin Hansson       | 76     | +14    | 7                | ▲1               |
|                      | Allmänna valmansförbundet | Arvid Lindman           | 58     | +16    | 6                | ▼2               |
|                      | Bondeförbundet            | Axel Pehrsson-Bramstorp | 22     | -4     | 3                | ▲2               |
|                      | Folkpartiet               | Felix Hamrin            | 20     | -6     | 2                | ▼1               |
| Antal giltiga röster | Antal giltiga röster      | Antal giltiga röster    | 176    | +19    | 18               |                  |

### Invalda riksdagsmän
Kronobergs och Hallands läns valkrets:
- Johan Bernhard Johansson, h
- Martin Svensson, h
- Arvid Thelin, h
- Verner Andersson, bf
- Per Gustafsson, bf
- Anders Andersson, s
- Sven Larsson, s

Göteborgs stads valkrets:
- Anshelm Nordborg, h
- Gösta Rahmn, h
- Knut Petersson, fp
- Rickard Lindström, s
- Edgar Sjödahl, s
- Otto Wangson, s

Örebro läns valkrets:
- Robert von Horn, h
- Anders Örne, s
- Harald Åkerberg, s
- Gottfrid Karlsson, fris
- Kerstin Hesselgren, frisinnad vilde